# Óbudai Hajógyár

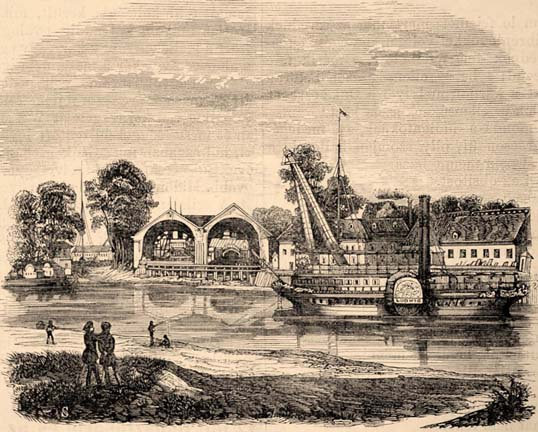
Az Óbudai Hajógyár 1856 körül a Vasárnapi Ujság metszetén

Budapest egyik legrégibb nagyüzeme volt az Óbudai Hajógyár. Gróf Széchenyi István kezdeményezésére jött létre 1835-ben, amikor az Első Duna-gőzhajózási Társaság (DGT/DDSG) az Óbudai-szigetet megszerezte. Az itt készült első hajót – az Árpád oldalkerekes, fa testű gőzhajót – 1836-ban bocsátották vízre. 1844. augusztus 10-én a Széchenyi nevét viselő gőzhajó avatásán itt hangzott el a magyar himnusz nyilvános közünnepen.
Azóta – változó cégnevek alatt – az Óbudai Hajógyárban több száz, a kor átlagos műszaki színvonalát nem egyszer messze túlszárnyaló személyszállító hajó és teherhajó, uszály, úszódaru, vontatóhajó és tolóhajó, jégtörőhajó és egyéb úszótest készült, bizonyítva az itt dolgozók kitartását, megújuló alkotóerejét, szakmai felkészültségét, generációkon átívelő szakmakultúráját.
Az 1980-as évekre a hajógyár már számos gazdasági nehézséggel küzdött, amelyen a rendszerváltozással együtt járó tulajdonosváltás sem tudott segíteni. A Hajógyári-sziget székhellyel rendelkező, jogutódnak tekinthető GD Óbudai Hajóépítő Rt. végelszámolása 1999. november 29-én befejeződött és a céget 2000. május 30-án törölték a cégjegyzékből. A több, mint 150 éves magyar hajógyártás egyik fellegvárának a helyét szórakoztató és szolgáltató létesítmények, illetve irodák foglalták el.

## Története

### Az alapítástól az Anschlussig
Az 1829-ben alapított Első Duna-gőzhajózási Társaság (DGT) [németül: Erste Donau-Dampfschiffahrts-Gesellschaft (DDSG)] – együttes rövidítéssel: DGT/DDSG – a cég hajóparkjának bővítésére, a hajók karbantartására és javítására 1835-ben hajógyárat alapított Óbudán. A gyár berendezéseinek telepítését Rober John Fowles angol hajóépítő vezette. Az első itt épített hajót, a 400 személyes befogadóképességű Árpád oldalkerekes gőzhajót 1836-ban bocsátották vízre. 1838-tól a személyhajók mellett uszályokat és vontatókat is gyártanak. 1839-ben itt készül a kontinentális Európa első fém (acél) testű hajója, a Sophie.  Ugyanebben az évben a Galathea-val befejezik a fatestű hajók gyártását. 1844. augusztus 10-én vízre bocsátják a Széchenyi nevét viselő gőzhajót. 
Széchenyi – közismert szerénysége miatt – el sem ment az ünnepségre. Pedig – kultúrtörténeti érdekesség! – a nyilvánosság előtt itt csendült fel Kölcsey Ferenc Himnusza Erkel Ferenc zenéjével, a Nemzeti Színház énekkarának előadásában 

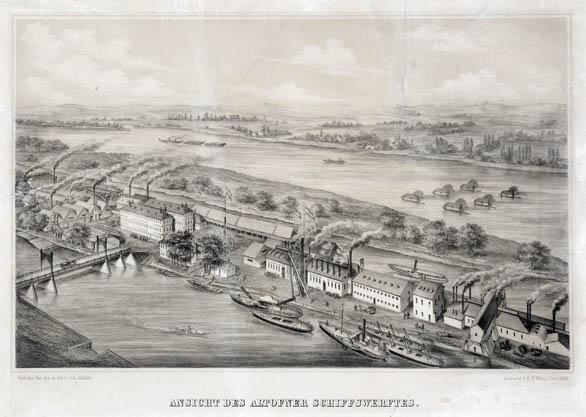
Walzel Ágost Frigyes: Az Óbudai Hajógyár látképe (1850 körül)

1848-ban átépítik a Franz I. gőzhajót Országos Hadigőzös Mészáros elnevezésű hadihajóvá. 1852-ben megépül a Erzherzog Albrecht osztrák páncélozott pattantyús hajó. 1859-től a gyár már gőzgépeket is előállított – addig ezeket külföldről szerezték be. 1870-ben elkészül az Orient, a XIX. század legnagyobb folyami személyszállító hajója. 1888-tól felújítják a DGT/DDSG teljes uszályparkját (erre 5 év elegendőnek bizonyult!)
A gyár átlagos munkáslétszáma ekkor már meghaladta az 1500 főt. Neves alkalmazottai voltak: Hartmann József, Mayer Ignác, Schlick Ignác, Veruda Péter.

 
Az 1890-es évek elejére a DGT/DDSG hajózási monopol helyzete véget ért, sorra lakultak a kisebb-nagyobb hajózási vállalatok. Az 1894-ben, Újpesten alapított Magyar Folyam- és Tengerhajózási Rt. már komoly versenytársa volt a DGT/DDSG-nek. Ennek folyományaként az osztrák hajók inkább Óbudán, míg a magyar hajók főként Újpesten épültek. 1895-ben itt építik Közép-Európa első úszódokkját, amely egyedülálló módon villamos üzemű volt. Tervezője, Remmel Vilmos 1895-ben szabadalmaztatta. (Az úszódokkot 1945-ben hadizsákmányként Odessza kikötőjébe szállították.) 1912-ben elkészülnek a Budapest, a Wien, és a Schönbrunn egyenként 1400 személyes, 710 LE hajtóteljesítménnyel rendelkező személyhajók (A Schönbrunn ma is működik Ausztriában.) 1913-ban megépül a második balatoni gőzüzemű csavaros személyhajó, a Jókai. 

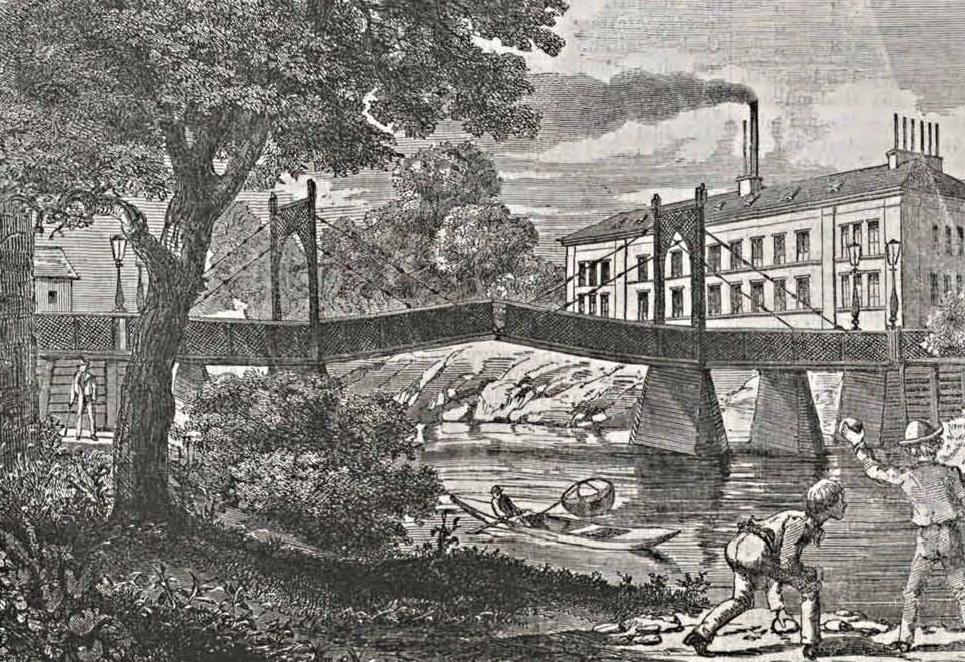
Az Óbudai Hajógyár nyitható bejárati hídja (Remmel-híd) 1866-ból. (Háttérben a főmérnöki iroda, rajztermek és a bútorszer-raktár)

 1914-ben négy vontatóhajó épül, amelyek akkor a legerősebb folyami vontatóhajói voltak (2x800 LE főgépteljesítménnyel). Ezek közül a Goliath 1956-ban Linzben dízelmotoros üzemre átépítve 1974-ig működött. 1917-ben 4 tengeralattjáró is készült a hajógyárban. Ezeket vasúton szállították Pólába és az ottani Arzenál szerelte össze és bocsátotta vízre. 1927-ben megépül az Österreich 2500 lóerős csúcsteljesítménnyel (1800 LE főgépteljesítménnyel). 
Ez a hajó volt a gyár történetében a legnagyobb teljesítményű lapátkerekes folyami vontató – és a DGT/DDGS-nek épített utolsó gőzhajó. Nevét 1938-ban "Ostmark"-ra változtatták. 1944-ben hadizsákmányként szovjet tulajdonba került, átnevezték Sztalingradra, majd 1962-től Volgogradra.
1938-ban, Ausztria bekebelezése (az Anschluss) után a gyár német tulajdonba került, a Hermann Göring Werke leányvállalataként működött tovább.

### A háború alatt
A második világháború végéig a javítási munkák mellett egy kavicskotró, hajócsavaros vontatók és  szlovák rendelésre kettő, bolgár rendelésre három nagy folyami személyhajó épült a gyárban. (Ez utóbbiak közül az 1942-ben épült Carica Joana ma Katalin néven úszik a Dunán.) Itt készültek továbbá a Kriegstransport (KT) tengeri hajóinak egyes gépi berendezései is. A háború végén a gyár hadizsákmányként szovjet (orosz) tulajdonba kerül. Neve: Óbudai Hajógyár az Orosz Állam Tulajdonában.

### A háború után

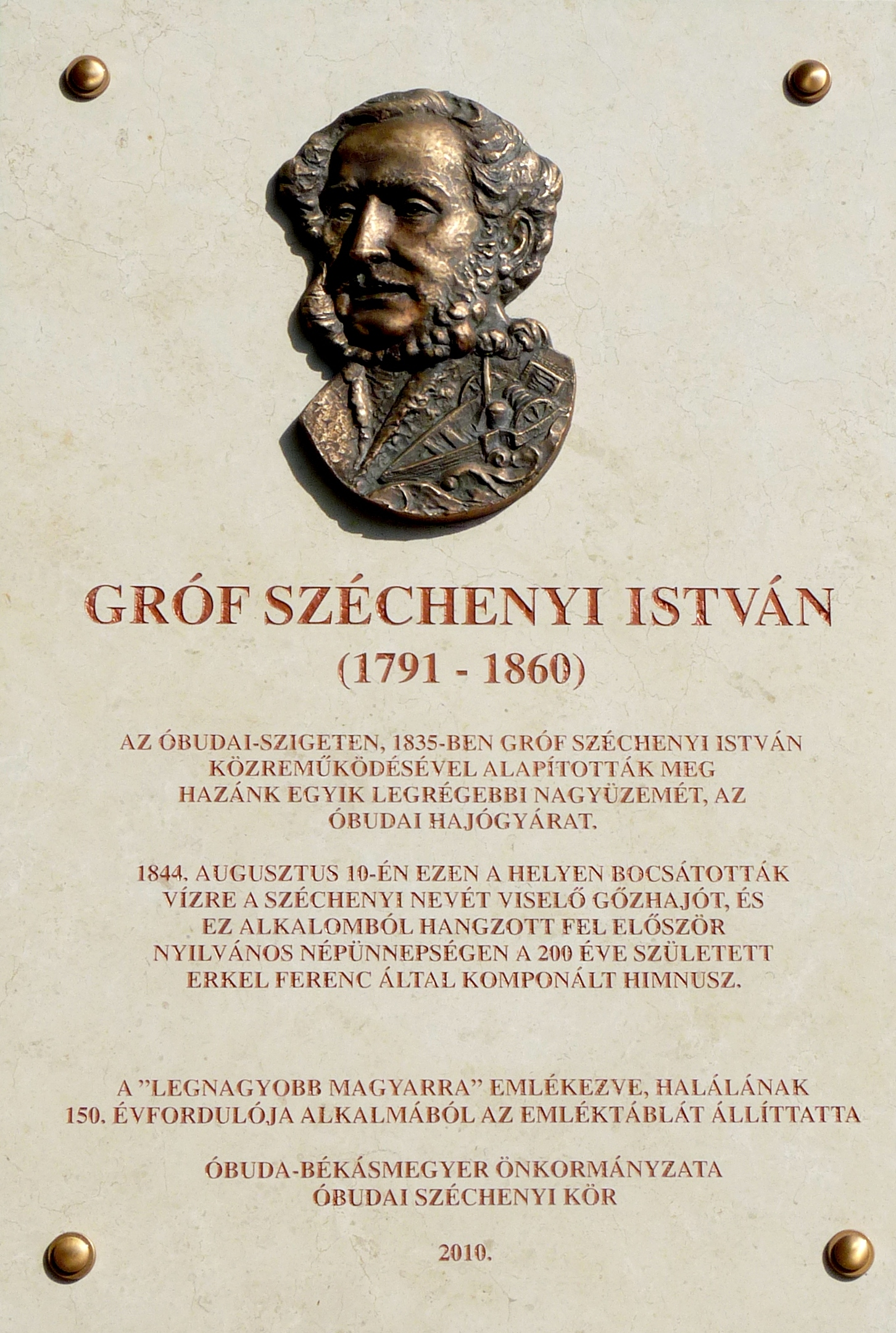
Széchenyi István-emléktábla az Első Duna-gőzhajózási Társaság épületének falán

A második világháború után először csak a szovjet folyami flotta hadi- és szállítóhajóinak a javítását végezték, majd 1947-ben megkezdték a 400 lóerős, lapátkerekes, gőzüzemű belvízi vontatósorozat építését. Ebből a típusból 1959-ig 108 hajó épült, 33 jóvátételként, 75 pedig kereskedelmi szerződés alapján. 1952-ben kezdik el a 352 utast szállító lapátkerekes, gőzüzemű folyami személyhajó-sorozat építését. 71 ilyen hajó épült meg, néhány darab kivételével a szovjet hajózás számára. 1953-tól a hajógyár – egy 1952-ben megkötött szovjet-magyar államközi szerződés alapján – a Magyar Állam tulajdonába kerül. A háborús jóvátételi szállításokat fokozatosan felváltják a kereskedelmi szerződések.
 
1959-ben elkezdődik a dízelmotoros, hajócsavaros személyhajók építése. Ezekből 47 hajó épül, néhány hajó kivételével az előző típusokhoz hasonlóan a szovjet hajózás részére. Szovjet exportra épültek az 1200 lóerős dunai tolóhajók 1960-tól. A következő, 2000 lóerős tolóhajó-sorozatból 48 egységet szállított a gyár a Szovjetunióba, 4 darabot pedig a csehszlovák hajózás számára. A sorozatok építése közben a magyar hajózás számára két 800 lóerős, hajócsavaros vontatóhajó is épül, a Pécs (1958) és a Miskolc (1961). (Később mindkettőt tolóhajóvá építették át).
- 1962-től az Óbudai Hajógyár (Budapest, III., Hajógyársziget) a Ganz Daru- és Kazángyárral (Budapest, XIII., Meder u. 9.), a Gheorghiu Dej Hajógyárral (Budapest, XIII., Váci út 202.), a Dunai Hajógyárral (2600 Vác, Derecske dűlő), a Balatonfüredi Hajógyárral (Balatonfüred, Tihanyi út), a Hajó-, Gép- és Kazánjavító Vállalattal (Budapest, Csepel) és a Kohó- és Gépipari Minisztérium Hajóipari Igazgatóságával, mint jogelődökkel a Magyar Hajó- és Darugyár (MHD) gyáregysége lett.

1965-ben szlovák megrendelésre megépül a 2x400 LE teljesítményű Druzsba üdülőhajó. Ennek párja, a Szocialista Forradalom a Szakszervezetek Országos Tanácsa (SZOT) részére készült 1967-ben. 1968-ban, többévi tervezőmunka után készült el az igényes feltételeknek eleget tevő szibériai tolóhajó-sorozat első hajója, amit 1985-ig 150 társa követ. Ez volt a gyár legnagyobb darabszámú sorozata. 1978-tól egy kisebb sorozat építése is megkezdődött: a tutajvontató, jégtörésre is használható belvízi hajótípusból 19 hajó épült. 1979-től megkezdődött a Duna–Majna–Rajna víziútra alkalmas hajók (10 darab) építése. A hajók kormányállását hidraulikus berendezéssel – a jobb kilátás érdekében – emelni, a hidak alatti könnyebb áthaladás érdekében pedig süllyeszteni lehet. További műszaki fejlesztésként annyira automatizálták a hajó gépi berendezésének működését , hogy a gépházban nem volt szükség az állandó felügyeletre. 1985-ben ismét átszervezték az Óbudai Hajógyárat: a Ganz-Danubius Hajó- és Darugyár üzemegysége (gyára) lett. Tovább folyt az OT sorozatú szibériai tolóhajók gyártása, és a szovjet dunai hajózás számára is folyamatosan készültek a "Z" betűvel kezdődő nevű tolóhajók. A gyár utolsó tolóhajótípusa a magyar hajózás számára épített, 3 csavaros, összesen 1500 kW hajtóteljesítményű tolóhajó volt. A kormányállás itt is hidraulikusan süllyeszthető volt, a gépteret automatizálták, a hajtómotorokat a kormányállásból vezérelték. A hajót klímaberendezéssel is ellátták. Említésre méltó még a vízügyi igazgatóságok számára tervezett és gyártott jégtörő-vontató hajótípus. Ezek különlegessége az volt, hogy a hajók orránál és a faránál beépített lendkerekeken elhelyezett excentrikus tömegek a hajótestet riszáló mozgásra kényszerítették a  hatásosabb jégtörés érdekében.
A gyár alapítójáról elnevezett Széchenyi jégtörő volt az egyik utolsó hajó, mely elhagyta Európa legöregebb folyami hajógyárát, az Óbudai Hajógyárat 1988 júliusában. 1988. november 16-án megalakul a GD Óbudai Hajóépítő Rt. Fáy András ügyvezető igazgató vezetésével. Sajnos, az üzleti terveket nem sikerült valóra váltani, így 1991. február 1-jétől Kovács Gyula végelszámoló irányításával megkezdődött a cég végelszámolása. 1989-ben a gyár K-hídon keresztüli vasúti kiszolgálása is megszűnt. A végelszámolás 1999. november 29-én fejeződött be. A céget 2000. május 30-án törölték a cégjegyzékből. A megszűnt gyár felhagyott épületeiben az ezredforduló és a 2013 között Vizoviczki László vállalkozó több szórakozóhelyből álló hírhedt vigalmi negyedet működtetett.
 Az anyavállalat, a Ganz-Danubius Hajó- és Darugyár élére az Állami Vagyonügynökség 1992. október 1-jétől vállalati biztost nevezett ki Borbély Tibor személyében. Ő lett 1994. február 25-től a cég első végelszámolója, akit Somorjai Béla, Eigel Antal, Végh Zoltán – majd 2005. április 16-tól Törő András követett.

## A hajógyár utolsó éveiben épített ismertebb hajók[8]
- OT osztályú szibériai tolóhajók (1985-1988)
- RB-346 / H-3291 (OT-2431) típusú kétcsavaros tolóhajó (1986)
- OT-2443 / H-3291 (OT-2431) típusú kétcsavaros tolóhajó (1986)
- MOHÁCS típusú háromcsavaros toló motorhajó (1987)
- KALOCSA / Mohács-1987 típusú háromcsavaros toló motorhajó (1988)
- SZÉCHENYI típusú jégtörő (1988)
- DUNAFÖLDVÁR / Mohács-1987 típusú háromcsavaros toló motorhajó (1989)
- KRUPINA típusú Vontató és toló motorhajók (1989)
- BREZNO / Krupina-1989 típusú Vontató és toló motorhajók (1989)
- ÉRSEKCSANÁD / Mohács-1987 lapátkerekes vontató gőzhajó, (szerepelt a Sztrogoff Mihály c. filmben) (1990)

## A hajógyár vezetői, ismert személyiségei
- Robert John Fowles első kinevezett felügyelő (1835-?)
- John Andrews az Első Duna-gőzhajózási Társaság létesítésének kezdeményezője
- Teiler Ferenc igazgató (1840)
- J. H. Rau hajóskapitány, igazgató (1840-1844)
- John Andrew Masjon igazgató (1844-1856)[9]
- Virgil Bozzo igazgató (1856-1857)
- Schewczik Ferenc igazgató (1857-1864)
- Pellegrini Oszkár igazgató (1864-
- Scröll József igazgató (1872-1874)
- Murray Jackson igazgató (1874-1890)
- Georg Oppel igazgató (1890-1893)
- Remmel Vilmos igazgató (1893-1898), az úszódokk-tervező
- Tienemann igazgató (1898-1910?)
- Fridrich Schulze igazgató (1910-1918)
- Klein Marcell igazgató (1918-1919)
- Schulze Ferenc igazgató (1919-1930?)
- Lévai Gyula igazgató (1930-1935)
- Blandl Rudolf igazgató (1935-1952?), gőzgéptervező, lapátkerék-specialista (elhunyt 1970-ben)
- Erik Heeshn német megbízott (1938-?)
- Golubjev őrnagy, gyárparancsnok (1945-1945)
- Kacsanov haditengerészeti mérnök-őrnagy, gyárparancsnok (1945-1946)
- Boris Bronov gyárparancsnok (1946-1948)
- Lavrov gyárparancsnok (1948-1949)
- Lunyov gyárparancsnok (1949-1951)
- Szerbinov gyárparancsnok (1951-1952)
- Gönczöl Géza munkásigazgató (1953-1955)
- Borka Attila megbízott munkásigazgató (1955-1956), később az MSZMP Központi Bizottságának tagja, országgyűlési képviselő
- Hauser Adorján megbízott igazgató (1956-1956)
- Miskai Ferenc igazgató (1956-?)
- Gönczöl Géza kormánybiztos (1960-1961)
- Béza Elemér igazgató (1961-?)
- Somogyi Ferenc vezérigazgató (1962-1968)
- Fejéregyházi Sándor gyárigazgató (1968-1976)
- Mogyorósi Gyula gyárigazgató (1976-1982)
- Koroknai István gyárigazgató (1982-1986)
- Fejéregyházi Sándor megbízott gyárigazgató (1986-1987)
- Fáy András gyárigazgató (1987-1990), később a Mahart elnök-vezérigazgatója
- Dr. Grempsperger Géza ügyvezető igazgató (1991)
- Kovács Gyula végelszámoló (1991-1999)

## Képgaléria

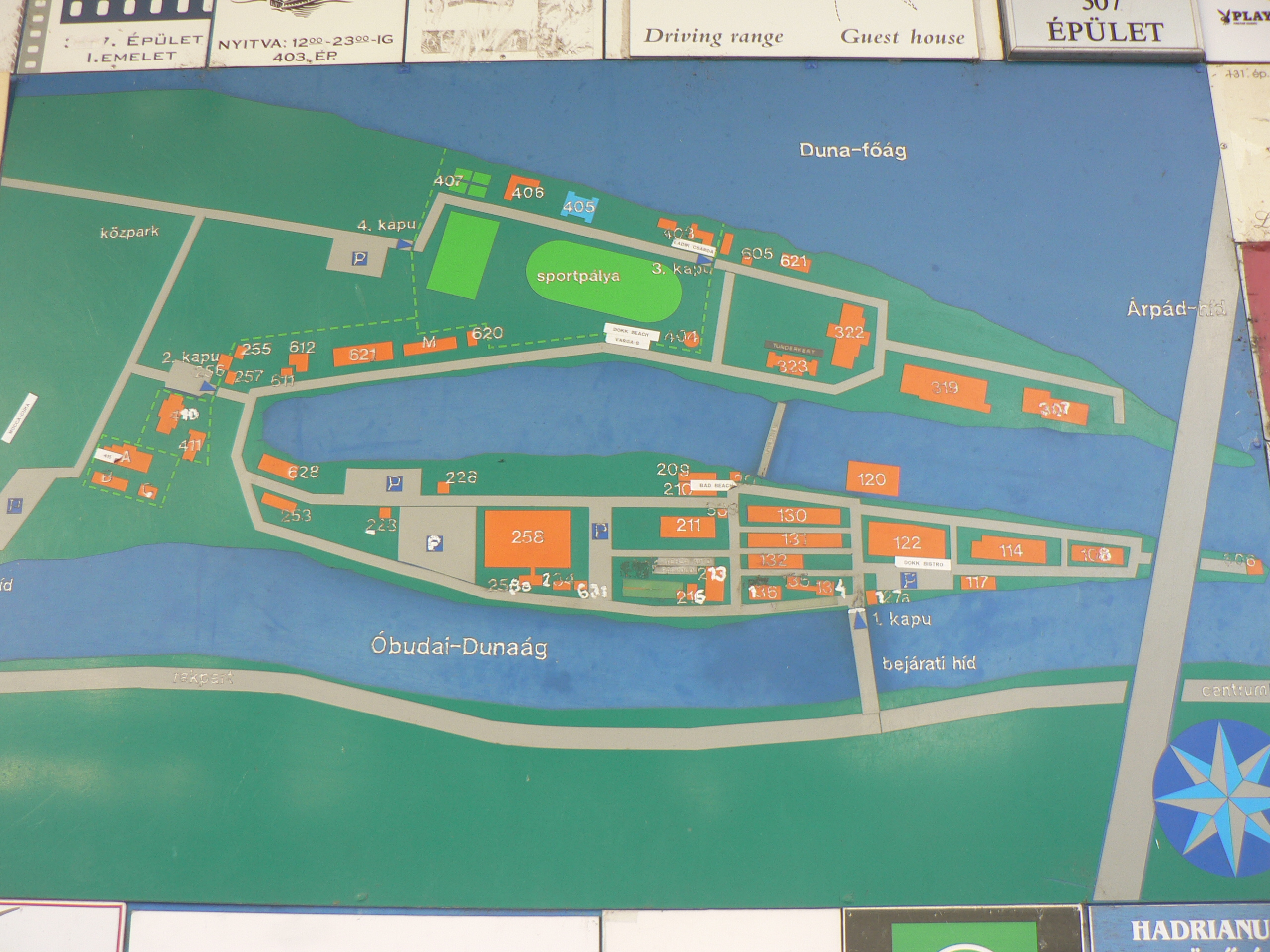
Az Óbudai Hajógyár területének vázlata
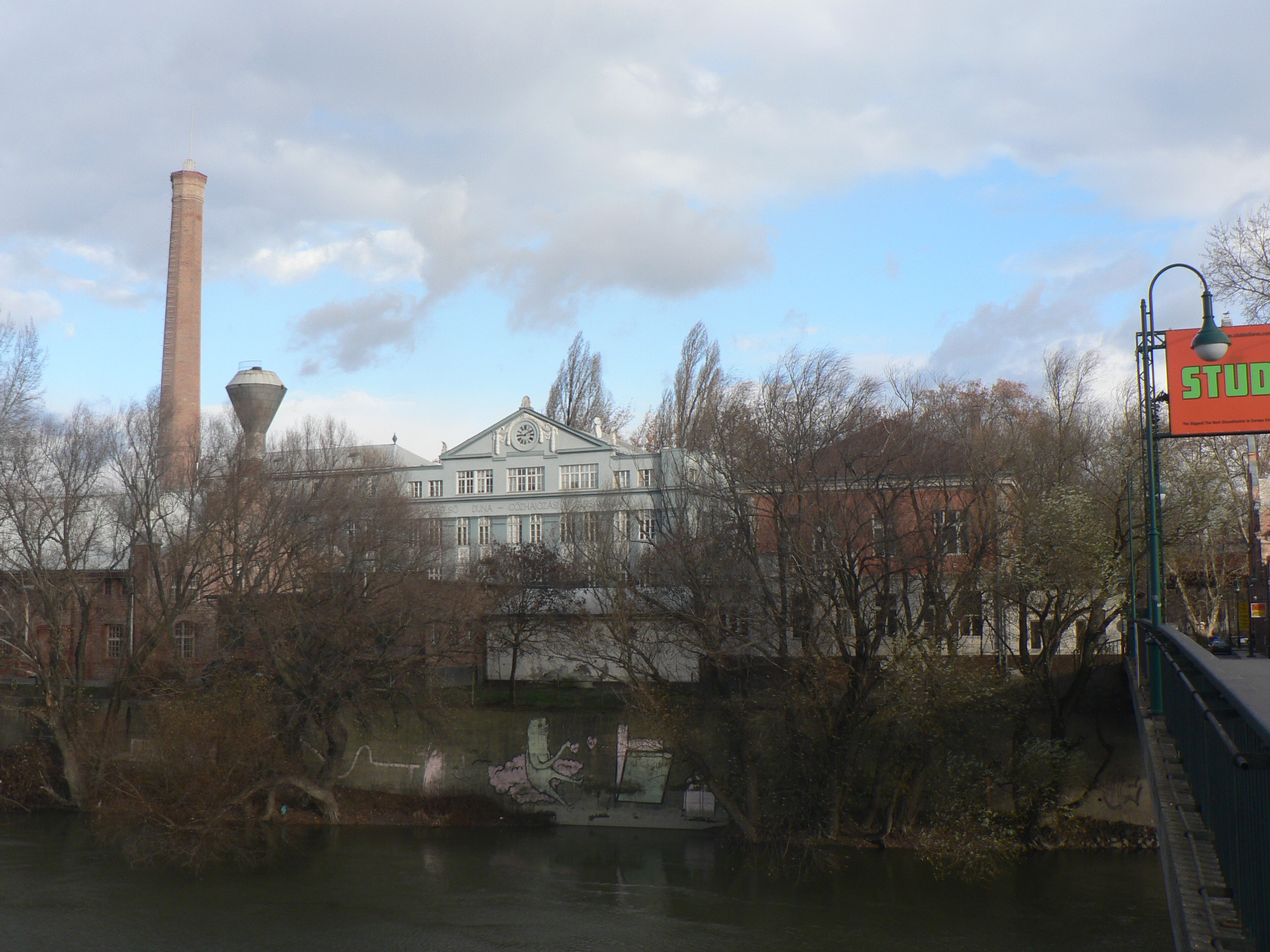
Látvány a budai partról
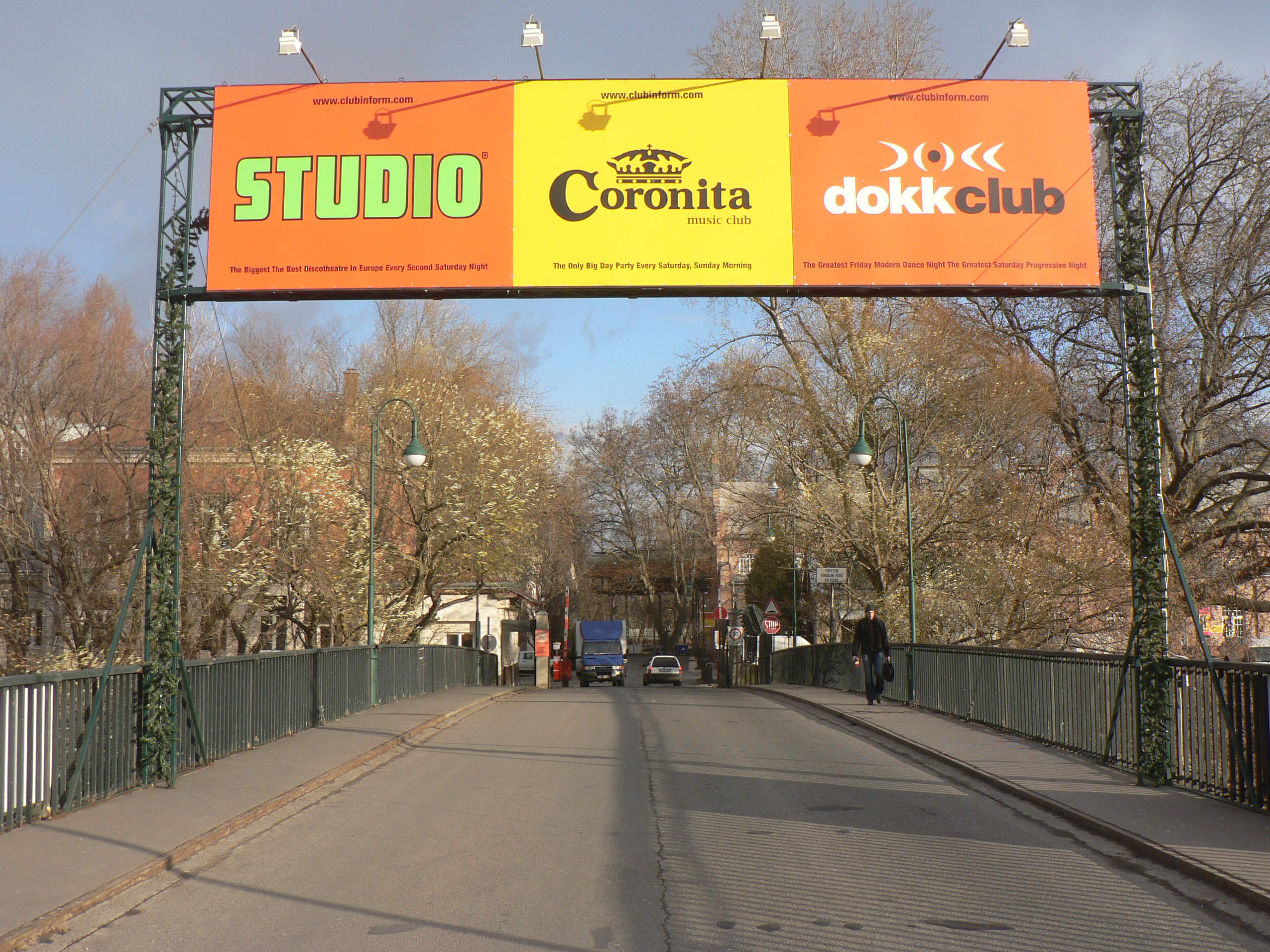
Híd a szigetre - az 1. sz. kapu - 2008-ban
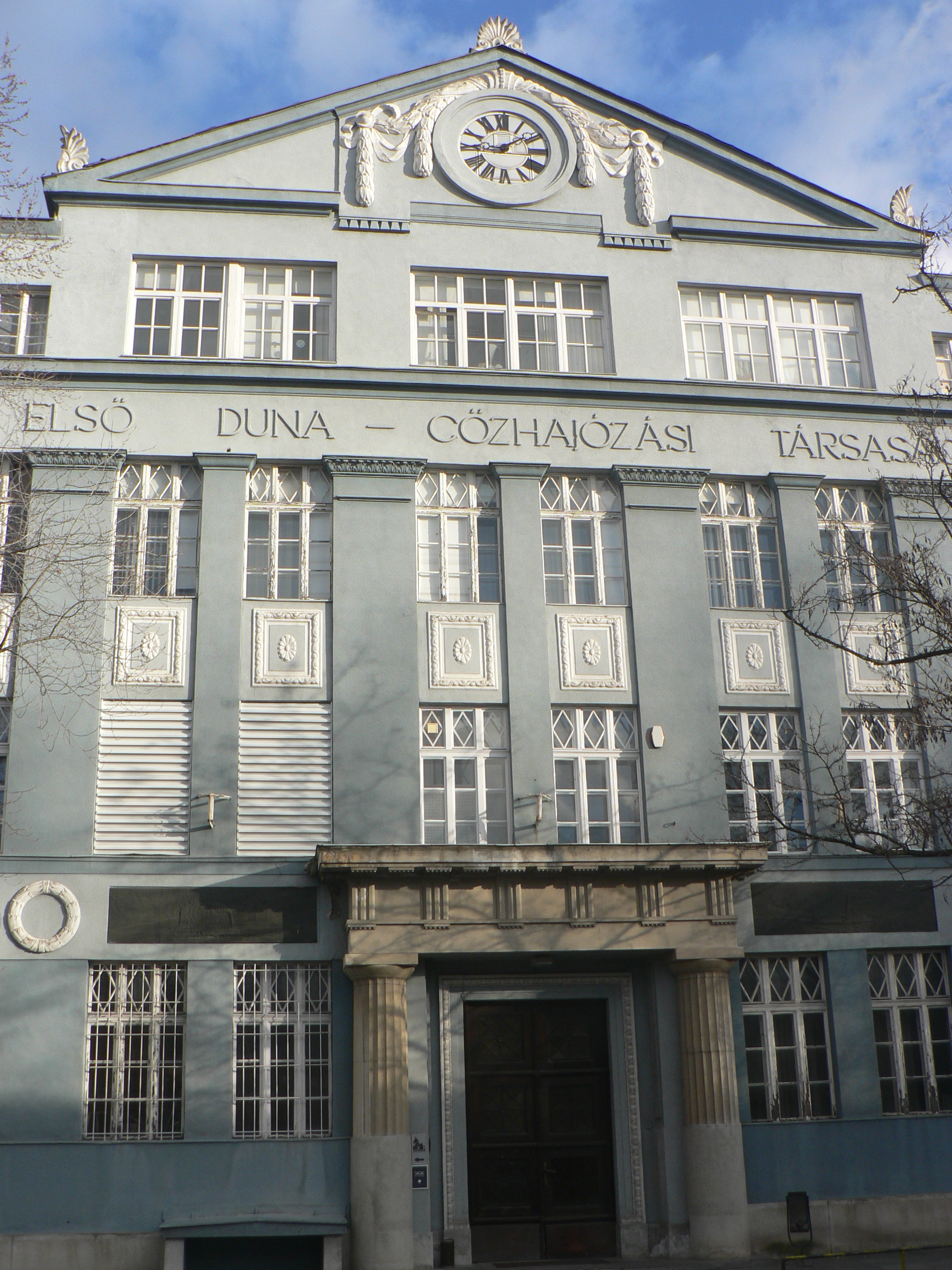
A főépület nyugati homlokzata - bejárat
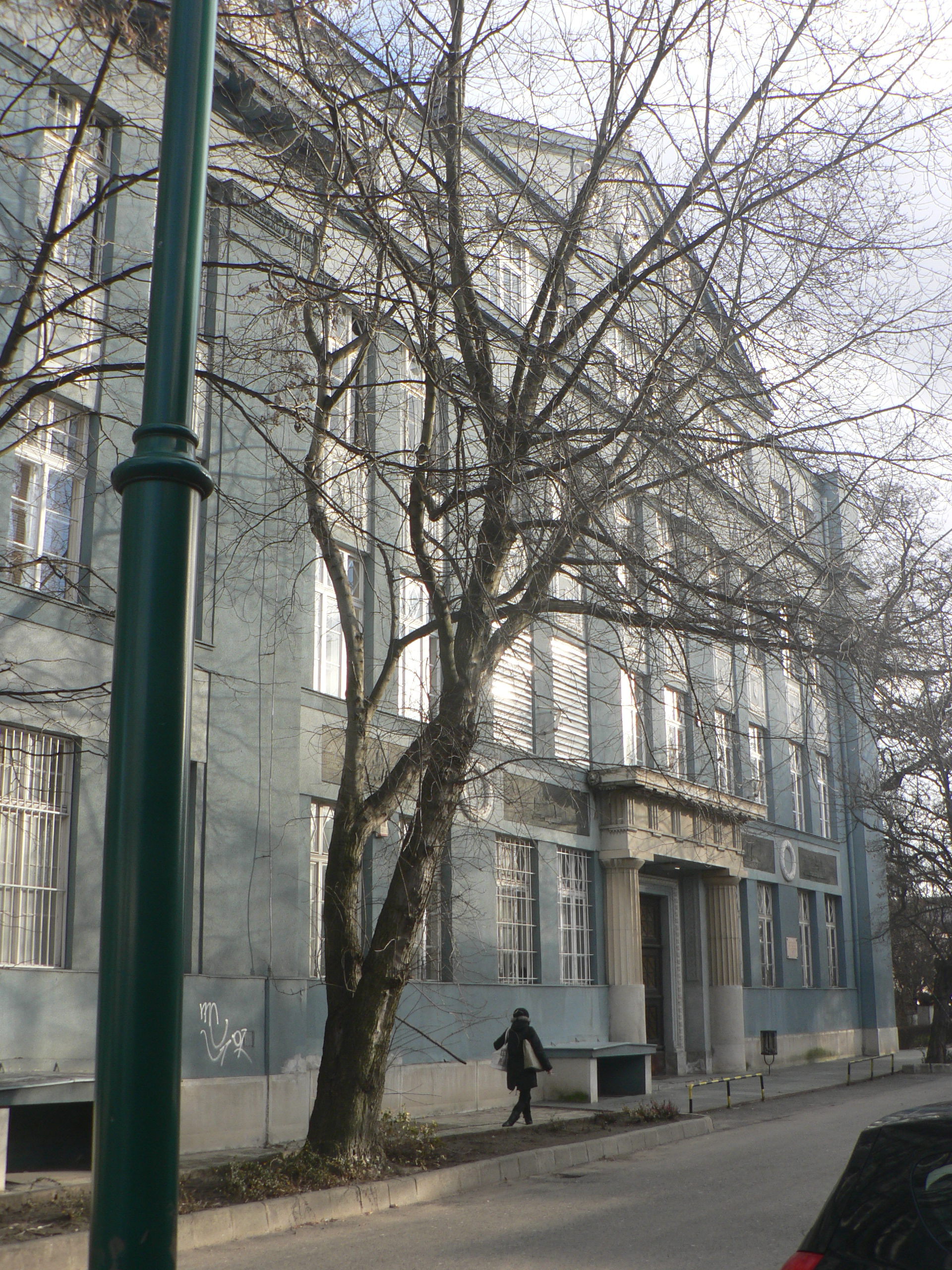
A központi irodaház (a "kék ház") egyedileg védett műemlék
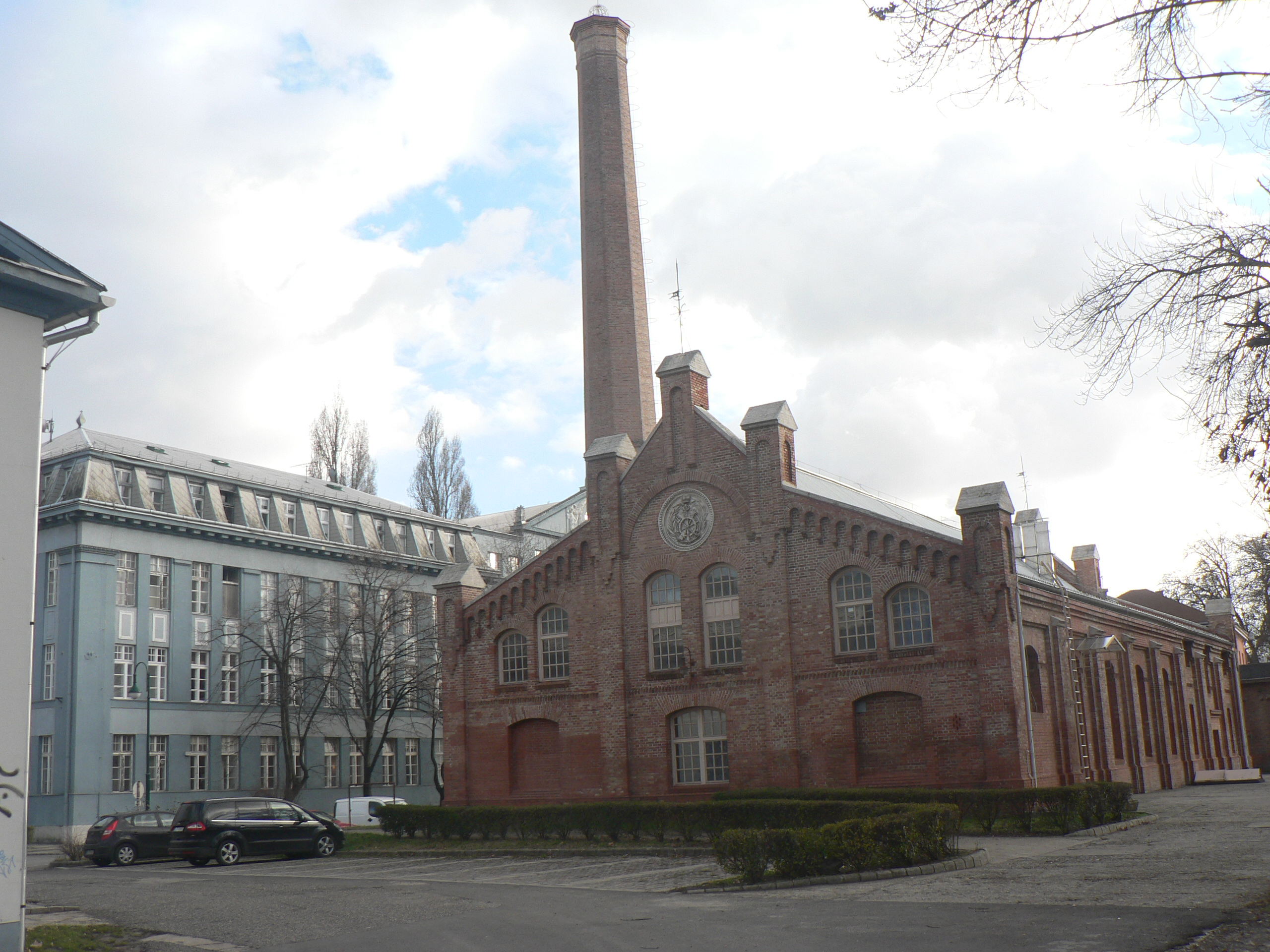
Kazánház és kémény (ma védett műemlék)
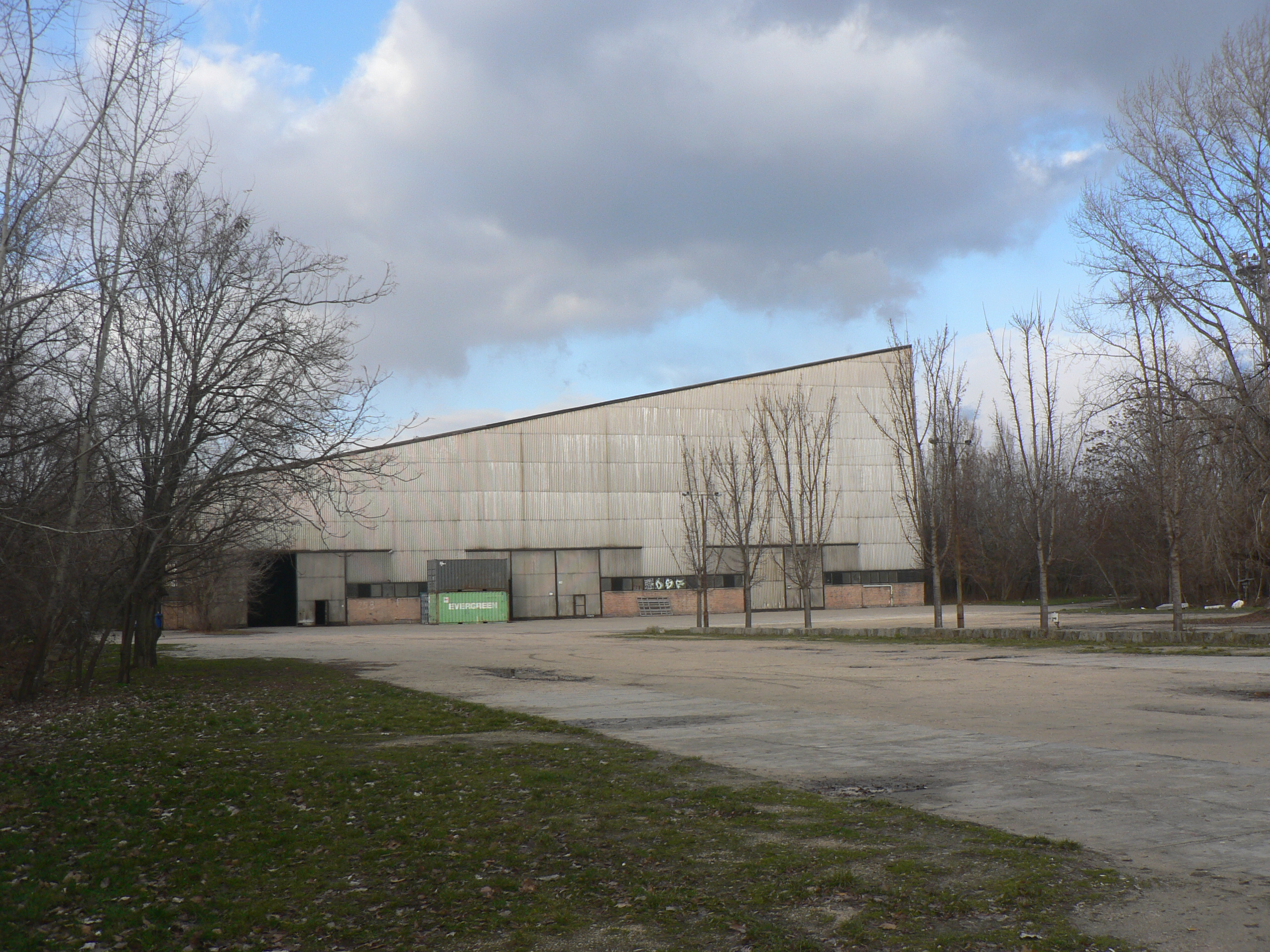
Hajó-acélszerkezeti üzem a sólyatér mellett
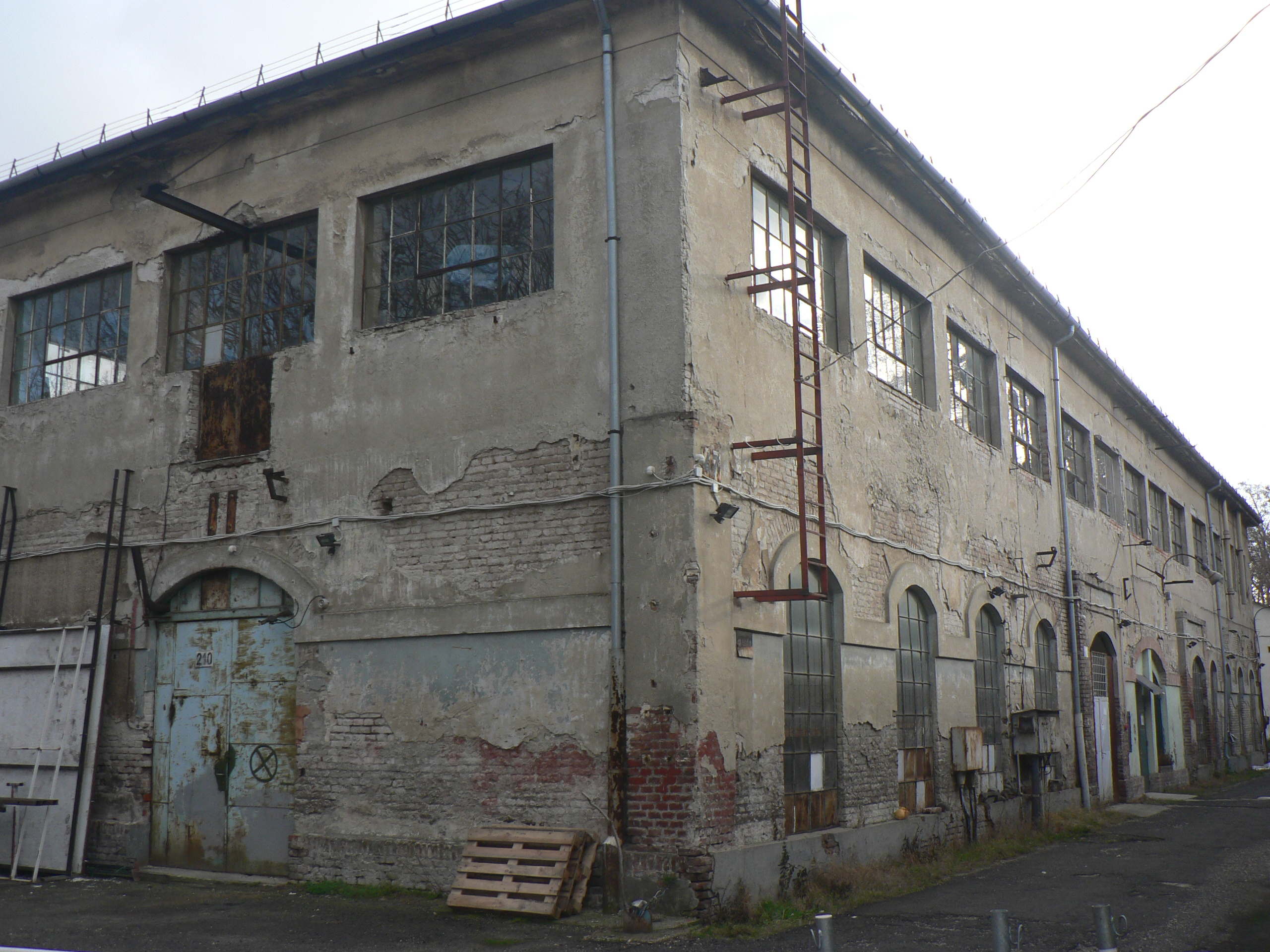
Ezt a csarnokot elkerülte a felújítás
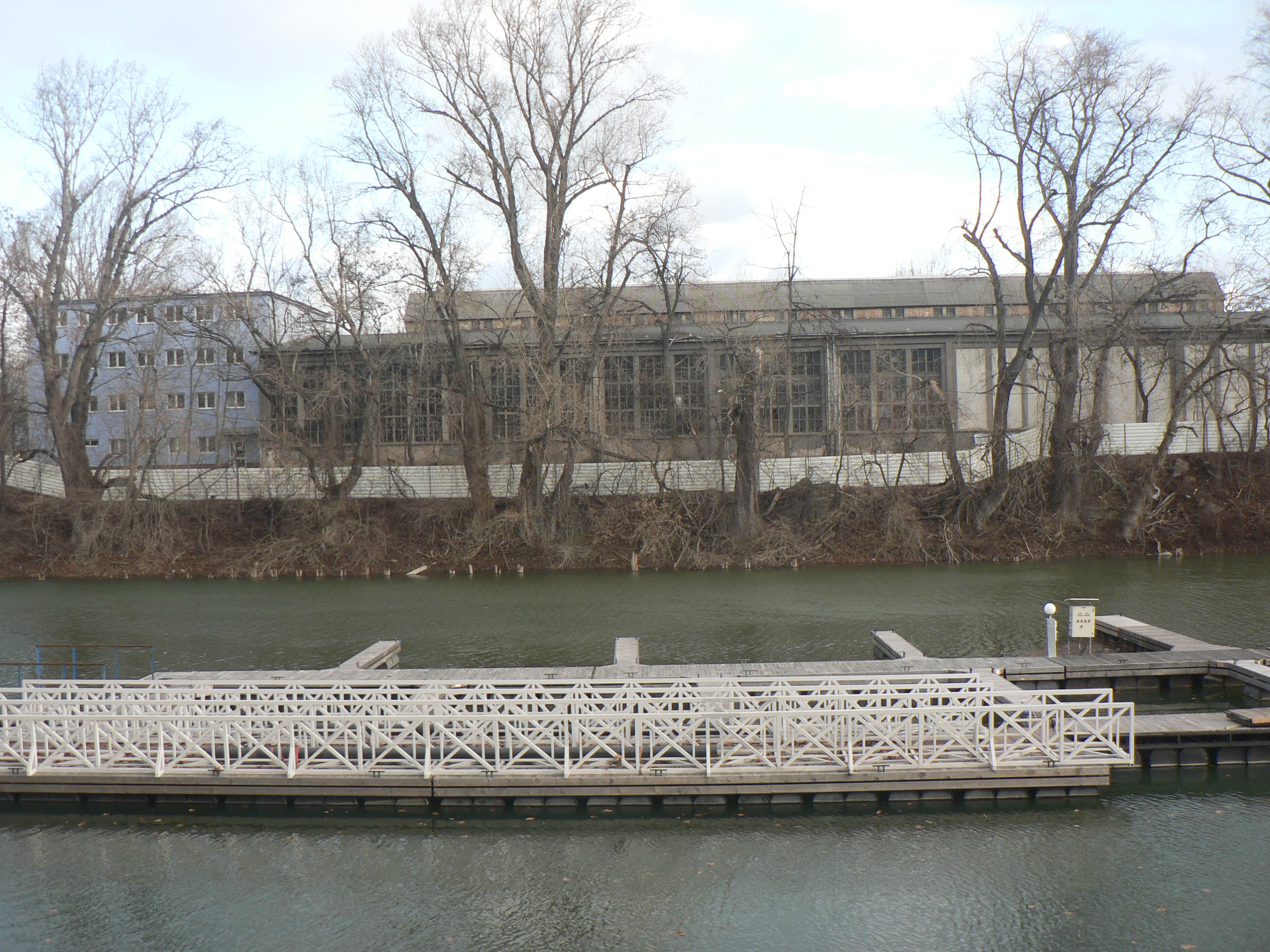
A sziget-öböl túloldalán
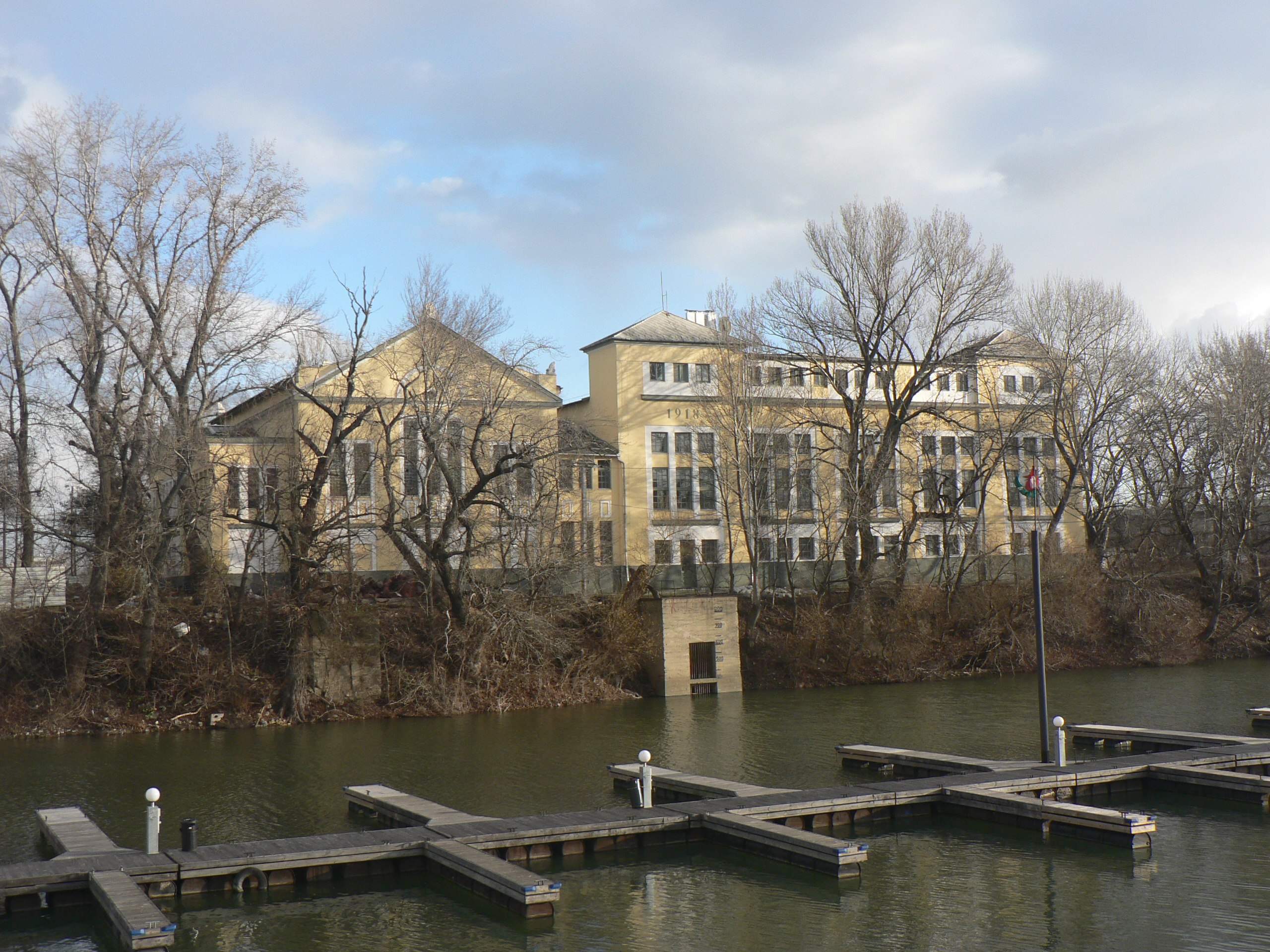
A nyugati villanyosház a sziget-öböl túloldalán
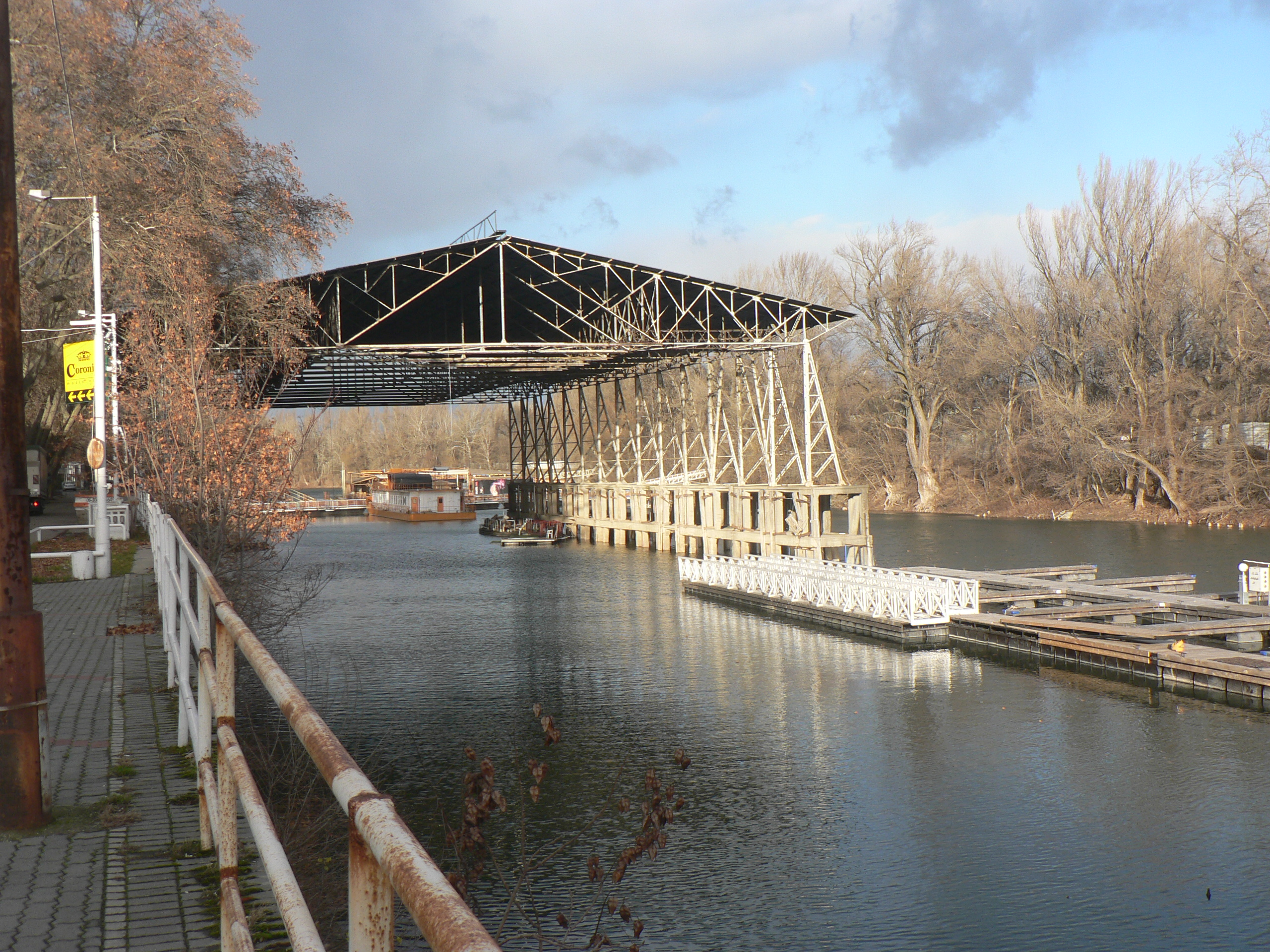
Védőtető (hajóépítéshez) 1905-ből
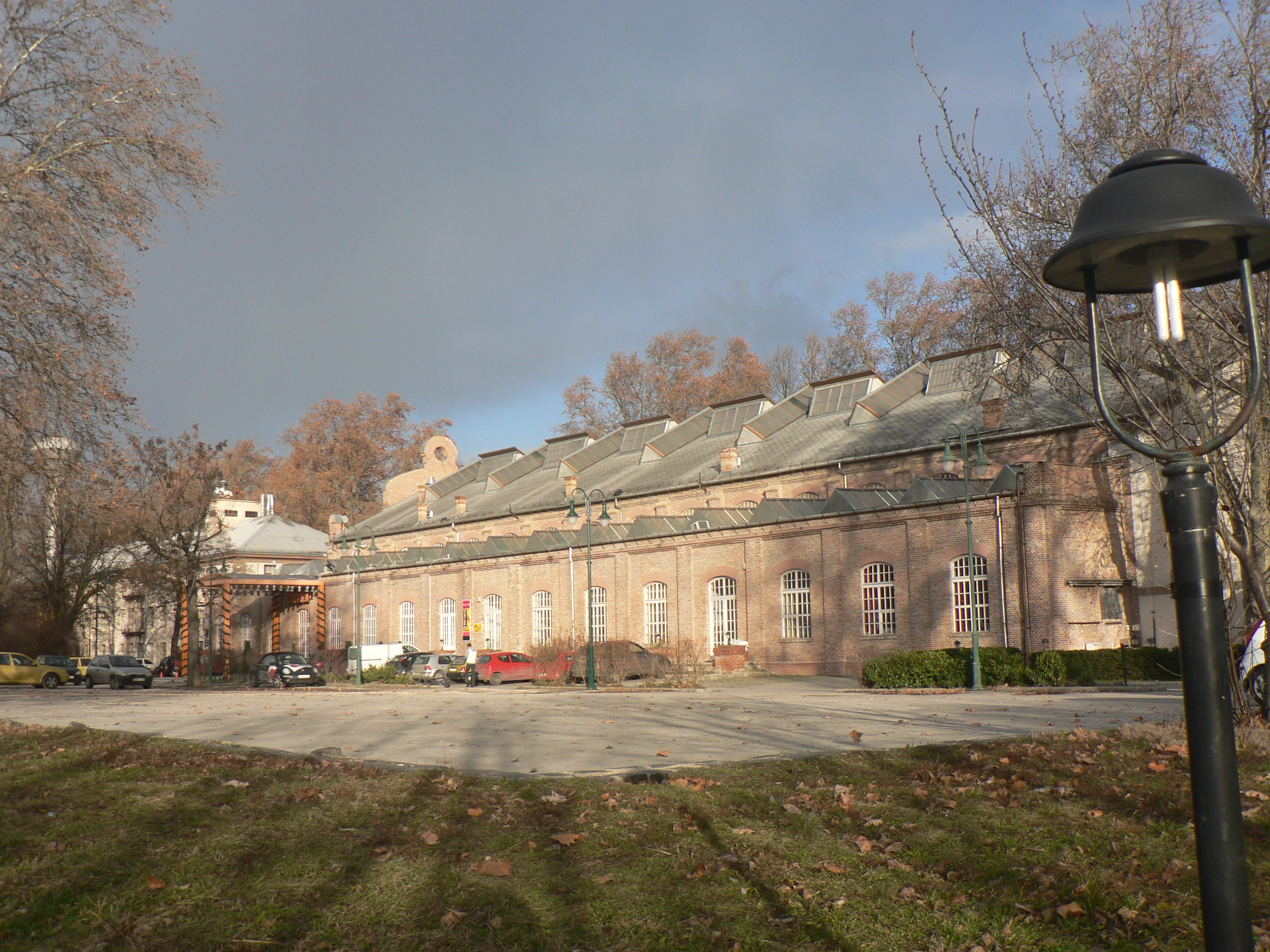
Gépműhely-csarnok (bent faszerkezetű ipari műemlék híddaru)

## További hivatkozások
- Az Óbudai Hajógyár Gyártörténeti Múzeumának teljes anyagát 1966-ban átadták a Közlekedési Múzeumnak
- A Hajógyári-sziget későbbi sorsáról: A fejlődés utolér – Ingatlanberuházás a Hajógyári-szigeten Archiválva 2020. október 20-i dátummal a Wayback Machine-ben (Magyar Narancs, XVIII. évf. 12. szám – 2006. március 23.)
- A szovjet jóvátételbe gyártott hajókról szóló anekdota: Faludy György: Kesztyűs kapitány
- (főszerk.) Népessy Noémi: Óbuda története, Óbudai Múzeum Kiadása, Budapest, 2020, ISBN 978-615-6096-00-5, 303-308. o.
- Budapest lexikon I–II. Főszerk. Berza László. 2., bőv. kiad. Budapest: Akadémiai. 1993.  ISBN 963-05-6409-2
- Nagy Attila Károly - Ontották a magyar gyárak a hajókat, csak nem nekünk (Index.hu, 2017.03.26.)